# Sherwin-Williams
Sherwin-Williams es una compañía de capital estadounidense dedicada al desarrollo, fabricación y venta de pinturas y recubrimientos, así como a la comercialización de productos relacionados.

## Historia
La empresa fue fundada en la ciudad de Cleveland, Ohio, Estados Unidos en 1866 por Henry Sherwin y Edward Williams.

### Sherwin-Williams México
En 1926, Sherwin-Williams inició su incursión a territorio mexicano mediante un representante, quien instaló una bodega en las calles de Tacuba, en la Ciudad de México, desde donde comenzó a comercializar la línea de productos. En 1929, la empresa empieza a constituirse legalmente en México como Compañía Sherwin Williams, S.A. de C.V.
Para 1944, Sherwin Williams México abre su primera fábrica en la calle de Miguel de Cervantes Saavedra. Y en 1953 se inauguraron las actuales instalaciones en Poniente 140 n.º 595. En 1995 obtuvo el certificado de calidad internacional ISO-9001, otorgado por el auditor canadiense Quality Management Institute.
En 2007 adquiere la compañía regiomontana de recubrimientos para mantenimiento industrial NAPKO, convirtiéndose en líder en ese segmento en México y a finales del mismo año adquiere a la compañía de pinturas automotrices Flex.

### Sherwin-Williams Argentina
En 1927 se instala en Argentina el primer concesionario oficial de Sherwin Williams. Sherwin Williams inaugura en 1939 la planta industrial de Ciudadela. En 1995 Sherwin Williams Co. reafirma su compromiso en Argentina al retomar el control de su licenciataria Sherwin Williams Argentina.

### Sherwin-Williams Venezuela
En 1953 se funda Sherwin Williams Venezolana, con un acuerdo entre el grupo venezolano Mendoza, y The sherwin Williams Company. En la década de 1970, la empresa cambia su denominación social para llamarse C.A. Venezolana de Pinturas, y continua con la fabricación y venta de su gama de productos S.W. En el año 2004, después de 51 años de relaciones comerciales ambas empresas deciden separarse y de esta manera se crea la empresa Sherwin-Williams Pinturas de Venezuela, S.A. en la ciudad de Valencia. C.A. Venezolana de Pinturas continúa su operación, perteneciendo ahora al Holding Colombiano, Grupo Mundial. Bajo su denominación VP expende las marcas Kem, Dominó y Colonial (antiguamente pertenecientes a Sherwin-Williams) y Pincelada (adquirida de Pinturas International, posteriormente Pintuco).
No fue sino hasta el año 2011 cuando la marca Sherwin Williams regresaría al mercado venezolano.

### Sherwin-Williams Chile
En 1975 Sherwin-Williams ingresa al mercado chileno a través de Pinturas Andina. En 1996 Sherwin-Williams toma control directo del mercado de Chile y adquiere las marcas Baco, Marson, Pinturas Sterling y Andina, entra a Sodimac S.A.